# Antoni Bosch Penalva
Antoni Bosch Penalva   (Barcelona, 12 de novembre de 1925), que habitualment firmava amb un o dos dels seus cognoms, és un historietista i il·lustrador català. Germà major del també il·lustrador Jordi Penalva.

## Biografia
Antoni inicia la carrera de Belles arts, però amb 16 anys comença a treballar en una empresa artesana de decoració i embelliment del cristall.
Després de ser rebutjades les seves primeres mostres per l'Editorial Bruguera, col·labora amb Hispanoamericana i Ameller. També il·lustra llibres de text per al batxillerat. El 1945 crea "Yakub, el pequeño vagabundo", el seu primer personatge, per a l'Editorial Fantasio, encara que només dura quatre números.
El 1947, mentre està realitzant el servei militar, la recuperació de la revista Polzet li dona l'oportunitat de publicar la més famosa de les seves sèries: Silver Roy. Per a la revista de còmic El Campeón, de Bruguera, dibuixa la sèrie Erik, el enigma viviente.
A partir de 1952, es dedica sobretot a la realització de portades, entre les quals destaquen, per la seva elegància, les de la revista Ca Ca el 1958, sempre per a l'Editorial Bruguera.
Des de 1961 al 66, produirà serials de romanç per al mercat anglès, arribant a viatjar a Londres i Brussel·les.
Tornarà després a decantar-se per la il·lustració, molt millor pagada, encara que el 1975 va realitzar la historieta Los gorriones (lit. Els pardals), amb guió de Mariano Hispano, per a l'estranger.

## Obra
| Anys | Títol                            | Guionista                     | Tipus      | Publicació                                           |
| ---- | -------------------------------- | ----------------------------- | ---------- | ---------------------------------------------------- |
| 1943 | Cuento Infantil                  |                               | Serial     | Hispano Americana: Infantil de las Grandes Aventuras |
| 1946 | Yakub, el Pequeño Vagabundo      |                               | Serial     | Fantasio                                             |
| 1947 | Silver Roy, el Comando Solitario | Antoni Bosch, Rafael González | Sèrie      | Pulgarcito                                           |
| 1947 | Titán, el Invencible             |                               | Monografia | Bruguera                                             |
| 1948 | Erik, el Enigma Viviente         |                               | Sèrie      | El Campeón                                           |
| 1950 | Silver Roy, el Comando Solitario |                               | Monografia | Bruguera: Magos del Lápiz                            |
| 1975 | Els Estornells                   | Mariano Hispano               | Sèrie      | Cavall Fort                                          |